# Richard E. Parker
Richard E. Parker (Westmoreland megye, 1783. december 27. – Bluemont, 1840. szeptember 10. vagy 1840. szeptember 9.) az Amerikai Egyesült Államok szenátora (Virginia, 1836–1837).